# Cantuaria aperta
Cantuaria aperta là một loài nhện trong họ Idiopidae.
Loài này thuộc chi Cantuaria. Cantuaria aperta được Raymond Robert Forster miêu tả năm 1968.